# Architectuur

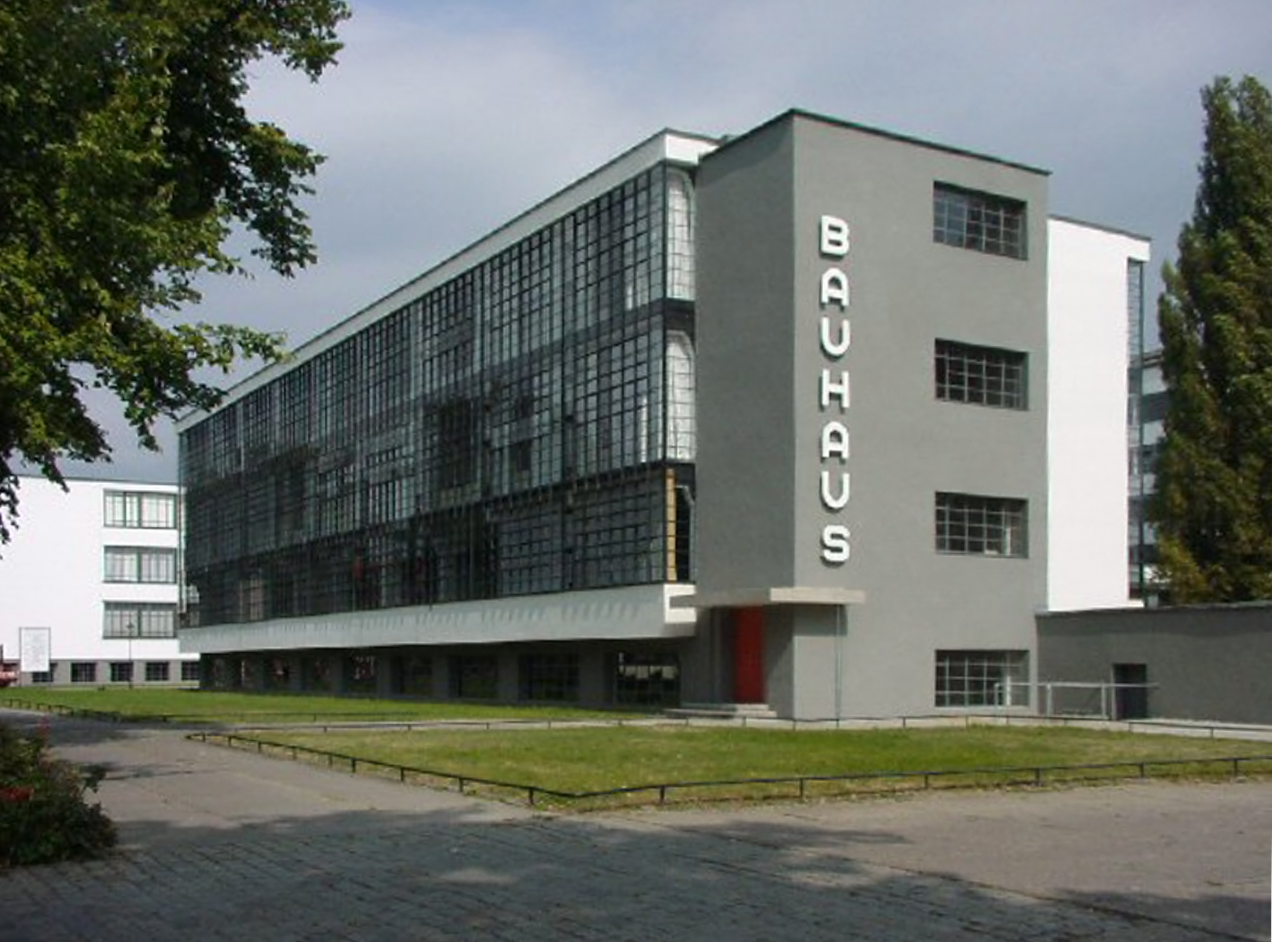
Bauhaus-school, Dessau

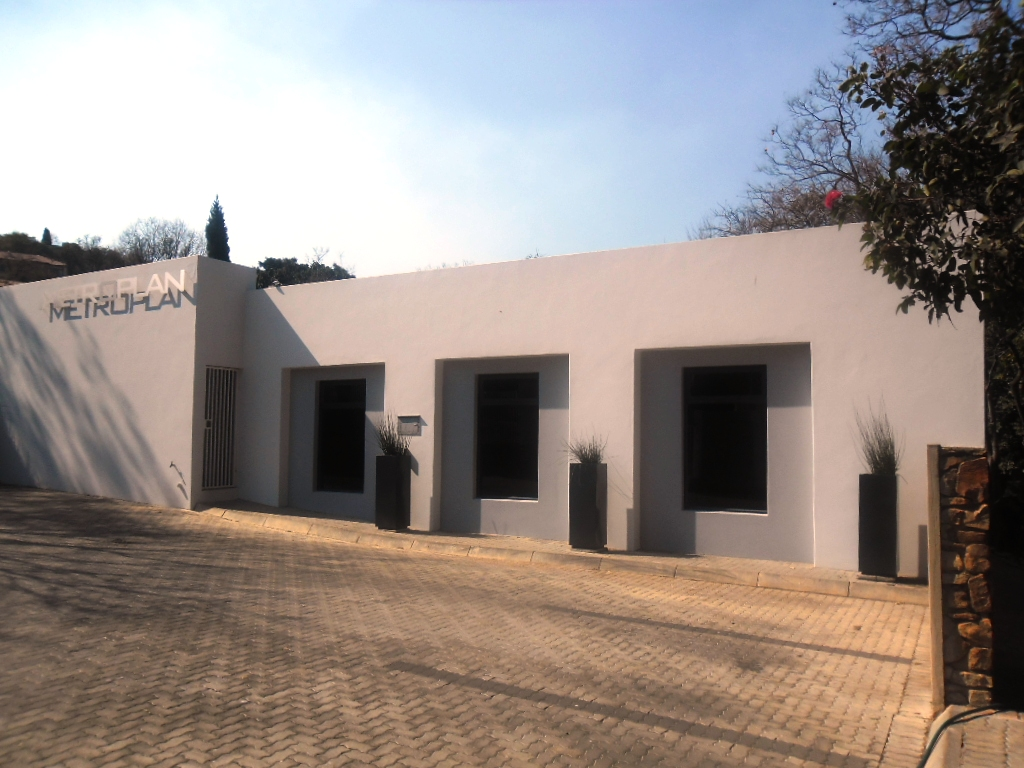
Neomodernistische architectuur in Pretoria

Architectuur is de kunst en wetenschap van het ontwerpen van de gebouwde omgeving; inclusief steden, gebouwen, woningen, interieurs, tuinen, landschappen, meubelen of objecten. De architectuur wordt gerekend tot de toegepaste kunsten. Vroeger werd het woord bouwkunst meer gebruikt, dat nu voornamelijk nog voor de esthetische kant van het bouwen wordt gebruikt, terwijl bouwkunde met name voor de technische kant wordt gebruikt. Een beoefenaar van de architectuur heet architect.
Volgens het vroegste overgeleverde werk over het onderwerp, "Over architectuur" van de Romein Vitruvius, is de architectuur gestoeld op drie principes: schoonheid (venustas), stevigheid (firmitas) en bruikbaarheid (utilitas). Ze kan dan worden omschreven als de balans tussen deze drie elementen, waarbij geen van drieën dus overheersend is ten opzichte van de andere twee.

## Geschiedenis van de westerse bouwkunst
De geschiedenis van de bouwkunst maakt deel uit van de kunstgeschiedenis.
Uit de jonge steentijd dateren stenen monumenten met een vermoedelijk rituele functie zoals hunebedden of dolmens, menhirs en steencirkels. Nog ouder zijn verzamelingen mammoetbotten die deel uitmaakten van ijstijdhutten.
De Egyptische oudheid liet grote monumenten na in de vorm van piramiden, mastaba's en tempels. Uit Mesopotamië zijn ook resten van steden en paleizen overgebleven.
De Oud-Griekse architectuur beslaat een periode van 3 millennia en een veelheid van stijlen. De Romeinse architectuur nam een aantal Griekse stijlelementen over maar introduceerde bogen en gewelven. Zij evolueerde verder in de vroegchristelijke en de Byzantijnse architectuur.
In de Middeleeuwen voltrekt zich een belangrijke evolutie van de romaanse architectuur naar de meer gesofisticeerde gotiek.
De Nieuwe Tijd erkent architecten als niet langer alleen ambachtslieden, maar ook en vooral als geleerden en kunstenaars. De algemene evolutie van de kunsten loopt parallel in de evolutie van de bouwkunst over renaissancearchitectuur, barok en rococo om met het classicisme in de Moderne Tijd te belanden.
Onder invloed van de romantiek ontstaat een belangstelling voor het verleden, in de architectuur vertaald door verschillende vormen van historicisme: het teruggrijpen naar bouwstijlen uit het verleden om er een eigentijdse interpretatie aan te geven. Dit is het tijdperk van de neo-stijlen zoals de neogotiek.
In de 20ste eeuw volgt de evolutie van de bouwstijlen de snelle veranderingen in de kunst en in de maatschappij; zo zijn jugendstil, futurisme en postmodernisme algemene kunststromingen, die echter ook hun uiting vonden in de architectuur. De evolutie wordt ook gevoed door de beschikbaarheid van nieuwe materialen als gietijzer, staal en beton, evenals nieuwe technologieën zoals lassen, elektrische verlichting, liften en digitale elektronica. Vanaf de jaren 1960 neemt het belang van ecologie en duurzaamheid toe.

## Enkele invloedrijke architecten uit de 20ste eeuw
De Belgische architecten Victor Horta en Henry Van de Velde gelden als de belangrijkste vertegenwoordigers van de jugendstil. Horta ontwierp het Brusselse museum dat sinds 2002 BOZAR heet en ook het Station Brussel-Centraal, dat evenwel pas na zijn dood gebouwd werd. Van de Velde is onder meer bekend van de Gentse boekentoren.
De Duitser Walter Gropius stichtte in 1919 Bauhaus, een toonaangevende school voor architectuur en toegepaste kunst die in 1933 werd gesloten onder druk van de nationaalsocialisten. De school was niet alleen revolutionair in haar visie op architectuur, maar ook in haar pedagogische methode. Het project werd ingegeven door de gemeenschappelijke wil om na de gruwelen van de Eerste Wereldoorlog een betere wereld te creëren. Hoewel haar architecten ook individuele woningen voor rijke burgers ontwierpen, lag de nadruk op het verbeteren van de woonomstandigheden van gewone mensen.
Frank Lloyd Wright was het boegbeeld van de Amerikaanse Prairie School. Hoewel ze opvallende effecten realiseerden met behulp van gewapend beton, grepen ze ook graag terug naar traditionele materialen als baksteen en hout.
De Fransman Le Corbusier was aanvankelijk zowel kunstschilder als architect maar begon vanaf 1919 over architectuur te publiceren. Hij is bekend geworden door gestandaardiseerde woonblokken die bestaan uit betonskeletten en eenvoudige materialen, die hem tot een van de belangrijkste vertegenwoordigers van de internationale stijl maakten.
Ludwig Mies van der Rohe was de laatste directeur van Bauhaus en week daarna uit naar Chicago, waar hij na de Tweede Wereldoorlog belangrijke bijdragen leverde aan de evolutie van de wolkenkrabber, het grote en vaak iconische hoofdkantoor van de multinationale onderneming.
Oscar Niemeyer was een Braziliaans architect die grote vernieuwingen introduceerde door gebruik te maken van gewapend beton. Zijn baas Lúcio Costa tekende de plattegrond van de nieuwe hoofdstad Brasilia, maar het was Niemeyer die alle prominente gebouwen ontwierp. Een van zijn bekendste ontwerpen is de kathedraal.

## Monumenten
De term monument reikt breder dan de architectuur, maar veel officiële lijsten van monumenten bestaan uitsluitend of hoofdzakelijk uit gebouwen.

### Nederlands erfgoed
Er zijn vele monumenten in Nederland waaronder de rijksmonumenten.
- Artikelen over monumenten
- Bouwkundige begrippen met betrekking tot monumenten
- Monument (erfgoed)
- Monumentenzorg

### Beroemde bouwwerken
Er zijn over de hele wereld veel verschillende bouwwerken zoals onder andere:
- Zeven wereldwonderen van de antieke wereld
- New 7 Wonders of the World
- Bouwwerken op de Werelderfgoedlijst

## Bouwstijlen
Er zijn diverse stromingen en bouwstijlen zoals onder andere:
- Amsterdamse School
- arcologie
- art deco
- art nouveau
- barokke architectuur
- Bauhaus
- blob-architectuur
- Bruidstaartstijl
- Bossche School
- centraal wonen
- Chicago School
- classicisme
- deconstructivisme
- Delftse School
- Dordtse gevel
- Egyptische architectuur
- empirestijl
- expressionisme
- functionalisme
- gotiek
- Griekse architectuur
- hightech
- Hollands classicisme
- Hollandse renaissance
- internationale stijl
- islamitische architectuur
- jugendstil
- kubisme
- minimalisme
- neoclassicisme
- neogotiek
- neostijlen
- neofuturisme
- nieuwe bouwen
- Nieuwe Haagse School
- nieuwe zakelijkheid
- organische architectuur
- palladianisme
- parametricisme
- Plateresco
- postmodernisme
- Purisme
- rationalisme
- romaanse architectuur
- Romeinse architectuur
- De Stijl
- structuralisme
- traditionalisme
- Wezerrenaissance

## Opleiding en beroep
In Nederland;
- Bouwkundig ingenieur: aan de Technische universiteiten van Delft en Eindhoven
- Master in de architectuur: aan de Academie van Bouwkunst te Amsterdam, Arnhem, Groningen, Maastricht, Rotterdam of Tilburg

In Vlaanderen:
- Burgerlijk Ingenieur-Architect, Master in de ingenieurswetenschappen: aan de universiteit van Gent, Leuven of Brussel
- Master in de architectuur: aan de universiteit van Antwerpen, Leuven (in Brussel of Gent, niet in Leuven zelf) en Hasselt

Voorheen werd in Vlaanderen de opleiding tot architect aangeboden door architectenscholen. Een architectenschool was een departement van een hogeschool. Deze opleidingen werden in 2013 geïntegreerd in universiteiten:
- het Henry van de Velde-instituut te Antwerpen, uiteindelijk onderdeel van de Artesis Hogeschool Antwerpen, thans een masteropleiding in de Faculteit Ontwerpwetenschappen van de Universiteit Antwerpen
- de Sint-Lucas Architectuurschool, onderdeel van de Hogeschool voor Wetenschap & Kunst, met campus te Gent en te Schaarbeek, Brussel, thans als Faculteit Architectuur geïntegreerd in de  KU Leuven.
- architectenschool, thans opgenomen in de Faculteit Architectuur en kunst van de Universiteit Hasselt

Na de opleiding wordt men toegelaten tot het beroep, wat wil zeggen dat men het recht verkrijgt de titel architect te voeren, mits een begeleide stage van twee jaar bij een erkend architect, aansluitend op de studie, met goed resultaat is gevolgd.

## Wedstrijden
- Archiprix
- Euregionale Architectuur Prijs
- Europan
- Gouden AAP
- Gouden Piramide (voor inspirerend opdrachtgeverschap)
- Pritzker Architecture Prize
- Prix de Rome

## Beurzen
Er worden diverse beurzen georganiseerd in de Benelux, waaronder het jaarlijkse Batibouw in Brussel, de tweejaarlijkse Bouwbeurs in de Jaarbeurs in Utrecht en de Internationale Architectuur Biënnale Rotterdam.